# 联邦公共卫生公共服务部
公共卫生部，全称联邦公共卫生、食品供应链安全和环境公共服务部（荷蘭語：Federale Overheidsdienst Volksgezondheid, Veiligheid van de Voedselketen en Leefmilieu），是比利时的一个联邦公共服务部，负责卫生、食品安全和环境。